# Günther Lüders

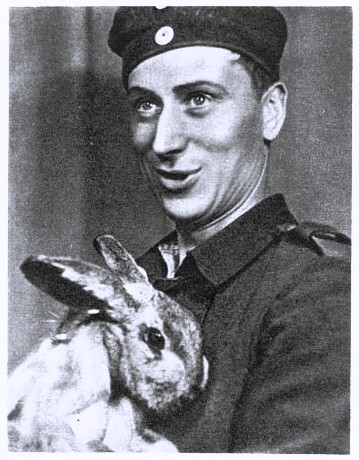
Günther Lüders im Kostüm seiner Rolle im Film Der Etappenhase (1937)

Günther Karl Georg Lüders (* 5. März 1905 in Lübeck; † 1. März 1975 in Düsseldorf) war ein deutscher Schauspieler, Hörspielsprecher und Regisseur.

## Leben

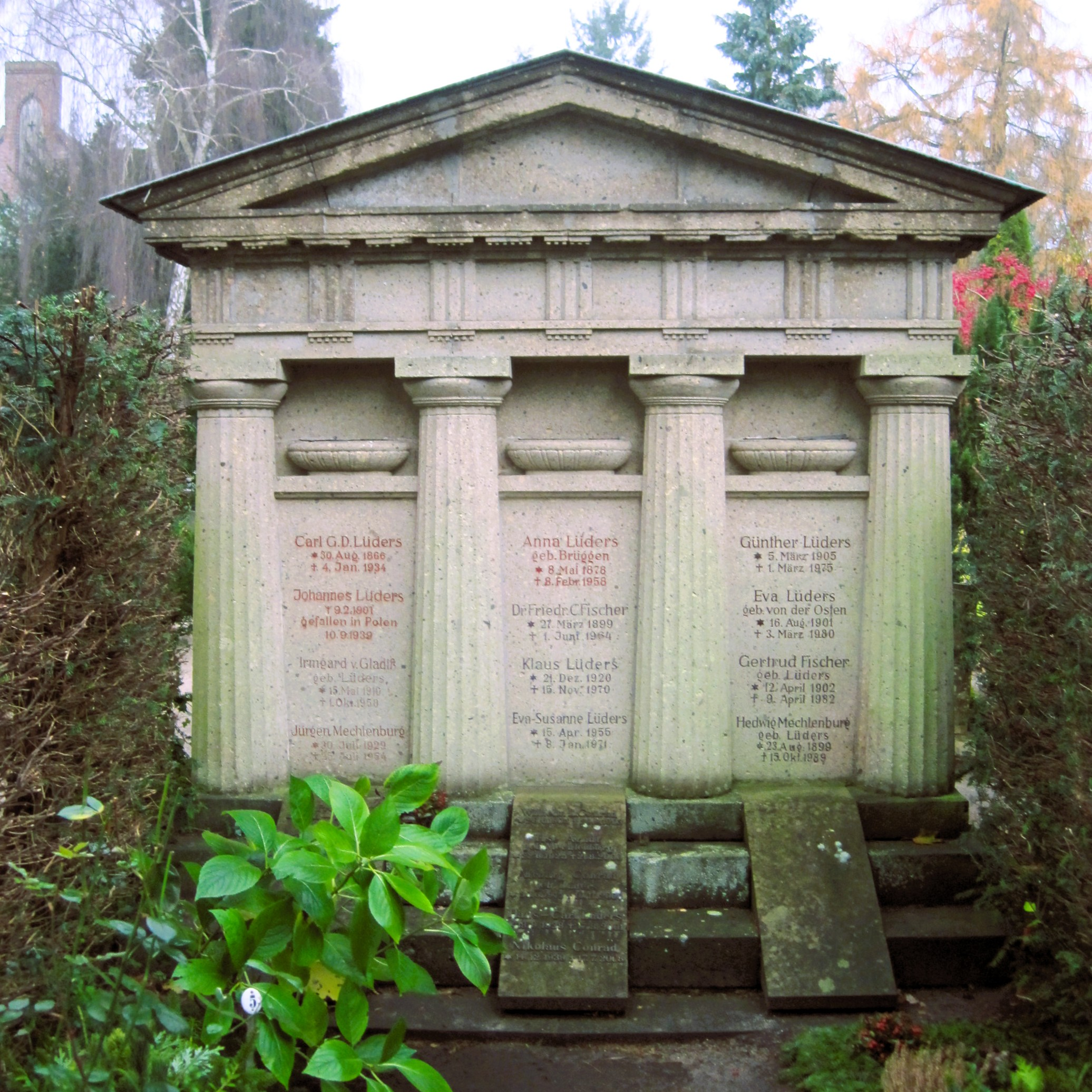
Familiengrab der Familie Lüders auf dem Burgtorfriedhof

Der Sohn des Reeders und Kaufmanns Carl Lüders und seiner Ehefrau Anna Dorothea, geb. Brüggen, begann nach dem Besuch des Realgymnasiums bis zur Primarreife von 1921 bis 1923 eine kaufmännische Lehre.
Nach Schauspielunterricht bei Karl Heidmann wurde er 1923 Mitglied der Wanderbühne des Städtebund-Theaters. In den 1920er Jahren spielte er in Lübeck, Dessau und Frankfurt am Main. Ab 1934 war er an Berliner Bühnen engagiert. Im selben Jahr erhielt er seine erste Filmrolle im Spionagefilm Die Insel. Wegen seiner kritischen Haltung gegenüber den Nazis wurde er 1935 für drei Wochen im KZ Esterwegen gefangengehalten. Dennoch spielte er in der Folgezeit bis 1945 weiterhin in verschiedenen Kinofilmen mit. Lüders stand 1944 in der Gottbegnadeten-Liste des Reichsministeriums für Volksaufklärung und Propaganda.
Nach dem Krieg fand er zunächst Beschäftigung an Bühnen in Flensburg, Lübeck und Hamburg. Von 1947 bis 1954 spielte er unter Gustaf Gründgens am Schauspielhaus Düsseldorf. Lüders war einer der gefragtesten Theatermimen seiner Zeit. Das Theater bot ihm denn auch mehr als der Film die Möglichkeit, die ernsten Facetten seiner Schauspielpersönlichkeit zu zeigen, so als Polonius, als Elwood P. Dowd, als Hauptmann von Köpenick oder seiner letzten Rolle als Professor Unrat in Peter Zadeks Bühnenfassung des Romans. Lüders erhielt nach dem Krieg aber auch weiterhin kleine Filmrollen, in denen er sich oft von seiner komischen Seite zeigte. Die bekanntesten Filme mit Günther Lüders dürften Drei Männer im Schnee nach dem Buch von Erich Kästner, in dem Lüders den Diener Johann Kesselhuth spielt, Das sündige Dorf 1954 (Rolle: Christian Süßbier) und Das Wirtshaus im Spessart 1958 (Baron Sperling) sein. Lüders war auch als Filmregisseur tätig. So führte er u. a. in Wenn wir alle Engel wären (1956) sowie in Ihr 106. Geburtstag (1958) Regie.
Bekannt wurde Lüders auch als Interpret der Gedichte von Joachim Ringelnatz, Christian Morgenstern oder Wilhelm Busch, die er auf erfolgreichen Rezitationsabenden sehr differenziert vorzutragen pflegte. Eine Auswahl davon brachte er auf Sprechplatten heraus. Aber auch ernstere Literatur, wie z. B. Thomas Manns Buddenbrooks, Tonio Kröger oder Goethes Reineke Fuchs versuchte Günter Lüders auf Vortragsabenden und Schallplatten sprechend zu vermitteln.
1960 bis 1963 war er Schauspieldirektor des Württembergischen Staatstheaters Stuttgart, wo er ab 1962 als Regisseur und Schauspieler engagiert war. Darüber hinaus gastierte er häufig an anderen Bühnen, unter anderem 1964 am Wiener Volkstheater in König Nicolo von Frank Wedekind (Regie: Gustav Manker).
Lüders war in einer großen Anzahl von Hörspielen als Sprecher im Einsatz gewesen. Die ARD-Hörspieldatenbank verzeichnet allein für den Zeitraum ab 1946 weit über einhundert Produktionen, bei denen er vorwiegend in Hauptrollen zu hören war. In diesem Metier war er auf kein bestimmtes Genre festgelegt.
Zudem war er im Hörfunk auch noch in weiteren Funktionen tätig, z. B. sprach er in den 1960er Jahren Texte für Hans Rosenthals satirisches Monatsmagazin Die Rückblende, das im RIAS ausgestrahlt wurde. In Anerkennung seiner Leistungen als Rezitator wurde ihm 1974 der Deutsche Kleinkunstpreis verliehen.
Günther Lüders starb am 1. März 1975 wenige Tage vor seinem 70. Geburtstag in Düsseldorf. Seine Grabstätte befindet sich auf dem Burgtorfriedhof in Lübeck.

## Filmografie (Auswahl)
- 1934: Die Insel
- 1934: Fürst Woronzeff
- 1934: Herz ist Trumpf
- 1934: Ein Kind, ein Hund, ein Vagabund
- 1935: Lärm um Weidemann
- 1936: Spiel an Bord
- 1937: Der Etappenhase
- 1937: Die Kreutzersonate
- 1937: Meine Frau, die Perle
- 1937: Alarm in Peking
- 1937: Autobus S.
- 1938: Das Ehesanatorium
- 1938: Musketier Meier III.
- 1938: Schwarzfahrt ins Glück
- 1938: Nanu, Sie kennen Korff noch nicht?
- 1939: Männer müssen so sein
- 1939: Schneider Wibbel
- 1939: In letzter Minute
- 1939: Hochzeitsreise zu dritt
- 1939: Mein Mann darf es nicht wissen
- 1940: Casanova heiratet
- 1940: Alles Schwindel
- 1940: Wunschkonzert
- 1941: Immer nur Du
- 1941: Am Abend auf der Heide
- 1941: Ehe man Ehemann wird
- 1941: Frau Luna
- 1941: Sechs Tage Heimaturlaub
- 1942: Hab mich lieb!
- 1942: Weiße Wäsche
- 1942: Geheimakte W.B. 1
- 1943: Floh im Ohr
- 1943: Leichtes Blut
- 1943: Ein schöner Tag
- 1943: Neigungsehe
- 1944: Große Freiheit Nr. 7
- 1944/50: Verlobte Leute
- 1944/52: Das Mädchen Juanita
- 1951: Kommen Sie am Ersten
- 1952: Vater braucht eine Frau
- 1952: Der Mann in der Wanne
- 1952: Der Tag vor der Hochzeit
- 1953: Ein Herz spielt falsch
- 1953: Muß man sich gleich scheiden lassen?
- 1953: Königliche Hoheit
- 1953: Musik bei Nacht
- 1953: Keine Angst vor großen Tieren
- 1954: Heideschulmeister Uwe Karsten
- 1954: … und ewig bleibt die Liebe
- 1954: Das sündige Dorf
- 1955: Drei Männer im Schnee
- 1955: Vatertag
- 1955: Der falsche Adam
- 1955: Das fröhliche Dorf
- 1955: Rosen im Herbst
- 1955: Ciske – ein Kind braucht Liebe
- 1955: Der Frontgockel
- 1956: Hilfe – sie liebt mich!
- 1956: Lumpazivagabundus
- 1956: Das Sonntagskind
- 1956: Manöverball
- 1956: Wenn wir alle Engel wären (Regie)
- 1956: Rot ist die Liebe
- 1957: Robinson soll nicht sterben
- 1957: Vater, unser bestes Stück (Regie)
- 1957: Alle Wege führen heim
- 1957: Kein Auskommen mit dem Einkommen!
- 1958: Das Wirtshaus im Spessart
- 1958: Lilli – ein Mädchen aus der Großstadt
- 1958: Hoppla, jetzt kommt Eddie
- 1958: Ihr 106. Geburtstag (Regie)
- 1958: Ohne Mutter geht es nicht
- 1958: Auferstehung
- 1958: 13 kleine Esel und der Sonnenhof
- 1959: Liebe auf krummen Beinen
- 1959: Bobby Dodd greift ein
- 1959: Buddenbrooks
- 1959: Mein Freund Harvey
- 1960: Kriminaltango
- 1964: Tonio Kröger
- 1968: Ich bin ein Elefant, Madame
- 1969: Herzblatt oder Wie sag ich’s meiner Tochter?
- 1970: Dem Täter auf der Spur (TV-Serie, Folge Froschmänner)
- 1970: Die Heirat
- 1971: Glückspilze
- 1972: Schule der Frauen
- 1973: Dem Täter auf der Spur (TV-Serie, Folge Blinder Hass)
- 1975: Sonderdezernat K1 – Flucht

## Hörspiele (Auswahl)
Sprecher:
- 1946: Manfred Rössner: Karl III. und Anna von Österreich (Karl) – Regie: Fritz Schröder-Jahn (Hörspiel – NWDR Hamburg)
- 1947: Kurt Reiss: Der Frosch auf der Leiter (Mr. Help) – Regie: Kurt Reiss (Hörspiel – NWDR Hamburg)
- 1948: Heinrich Spoerl: Liebling wird abgelöst (Der Fremde) – Regie: Wilhelm Semmelroth (Hörspielbearbeitung – NWDR Köln)
- 1949: Carl Zuckmayer: Barbara Blomberg. Übernahme der Aufführung der Städtischen Bühnen Düsseldorf (Kegel-Pyramis, Mann der Barbara Blomberg) – Regie: Wilhelm Semmelroth (Hörspielbearbeitung – NWDR Köln)
- 1950: Alfred Sutro: Als Verlobte empfehlen sich ... (Er) – Regie: Raoul Wolfgang Schnell (Hörspielbearbeitung, Kurzhörspiel – NWDR Köln)
- 1951: Johannes D. Peters: Die Bahnsteige sind leer (1. und 2. Folge) (Schriftsteller Peter Pappe) – Regie: Eduard Hermann (Original-Hörspiel, Kriminalhörspiel – NWDR Köln)
- 1951: Paul Schurek: Die Tulpenkomödie (Pottebacker, Spekulant) – Regie: Raoul Wolfgang Schnell (Hörspielbearbeitung – NWDR Köln)
- 1952: Rudolf Oswald Diehl: Wehe dem, der nichts geleistet hat (Haste, ein Verleger aus Hamburg, der schlecht französisch spricht und zweimal Pech hat) – Regie: Eduard Hermann (Original-Hörspiel – NWDR Köln)
- 1952: Georges Neveux: Ich habe ein schönes Schloß (François de Méringnac) – Regie: Ludwig Cremer (Original-Hörspiel – NWDR Köln)
- 1953: Hans Rothe: Der Stärkere (Borstmann, Lagerhalter) – Regie: Ludwig Cremer (Hörspiel – NWDR Köln)
- 1953: Otto Bielen: Neues aus Schilda (Folge: Schildaplauderei mit Günther Lüders) – Regie: Wilhelm Semmelroth (Hörspiel – NWDR Köln)
- 1954: Friedrich Dürrenmatt: Ein Engel kommt nach Babylon (Akki, ein Bettler) – Regie: Raoul Wolfgang Schnell (Hörspielbearbeitung – NWDR Köln)
- 1955: Joseph Conrad: Der Geheimagent (4 Teile) (Joseph Conrads Begleiter) – Regie: Ludwig Cremer (Hörspielbearbeitung – NWDR Köln/SFB)
- 1955: Carmen Rossinelli: Studioreihe (UKW): Gemicornos (Celestino Miga) – Regie: Günter Bommert (Original-Hörspiel – RB)
- 1956: Walter Jensen: Story (Senator Kolberg) – Regie: Heinz-Günter Stamm (Original-Hörspiel – BR)
- 1956: Oda Schaefer: Libellenbucht (Vater) – Regie: Heinz-Günter Stamm (Original-Hörspiel – BR)
- 1957: Noël Pierce Coward: Ein Stern erster Größe (Kommentator) – Regie: Ludwig Cremer (Hörspielbearbeitung – WDR)
- 1958: John Mortimer: Das Pflichtmandat (Wilfred Morgenhall, Anwalt) – Regie: Oswald Döpke (Original-Hörspiel – RB/SWF)
- 1959: Bruno Nelissen-Haken: Gifhorner Liebesspiel (Erzähler) – Regie: Otto Kurth (Hörspiel – WDR)
- 1959: Friedrich Luft, Hans Scholz: Berlin und Samuel Fischer – Schicksalsbilder im Wandel einer Weltstadt – Regie: Hanns Korngiebel (Hörspiel – RIAS)
- 1960: Wolfdietrich Schnurre: Das Schwein, das zurückkam (Obergefreiter Schlensky) – Regie: Rolf von Goth (Original-Hörspiel – SFB)
- 1961: Jules Romains: Dr. Knock oder Der Triumph der Medizin. Ein Lustspiel (Jean) – Regie: Wolfgang Spier (Hörspielbearbeitung – SDR)
- 1962: Prosper Mérimée: Die Staatskarosse. Eine Komödie (Don Andres de Ribera, der Vize-König) – Regie: Cläre Schimmel (Hörspielbearbeitung – SDR)
- 1962: Friedrich Dürrenmatt: Der Prozeß um des Esels Schatten (Philippides, der Stadtstreicher) – Regie: Otto Kurth (Original-Hörspiel – SDR)
- 1963: Jacques Perret: Das Messer (Erzähler) – Regie: Ulrich Lauterbach (Hörspielbearbeitung – HR)
- 1964: Gerhard Janner: Hohe Messe in cis (Mann) – Regie: Gustav Burmester (Original-Hörspiel – SDR)
- 1965: Hans-Peter Breuer: Die Funkerzählung: Nana und Worrick (Worrick) – Regie: Cläre Schimmel (Original-Hörspiel – SDR)
- 1965: Thornton Wilder: Dramatiker dieses Jahrhunderts: Unsere kleine Stadt (Chorleiter) – Regie: Rudolf Noelte (Hörspielbearbeitung – SDR)
- 1966: Michael Dines: Aus Studio 13: Das vollkommene Verbrechen. Eine Kriminalgroteske (William Hardcastle) – Regie: Otto Kurth (Original-Hörspiel, Kriminalhörspiel – SDR)
- 1967: Bertolt Brecht: Leben des Galilei (Sagredo, Galileis Freund) – Regie: Rudolf Noelte (Hörspielbearbeitung – SDR)
- 1967: Jacques Fayet: Twist Triste (Kommissar Frémond) – Regie: Karl Ebert (Kriminalhörspiel – SDR)
- 1967: Christa Reinig: Das Aquarium – Regie: Raoul Wolfgang Schnell
- 1968: Curt Goetz: Das heitere Hörspiel: Der Ausbruch des Weltfriedens. Eine Anregung von Curt Goetz – Regie: Otto Düben (Hörspielbearbeitung – SDR)
- 1969: Dieter Kühn: U-Boot-Spiel (Willi) – Regie: Friedhelm Ortmann (Hörspiel – WDR/SR/HR)
- 1973: Peter Albrechtsen: Aufrichtiger junger Mann in Bratensoße (Onkel Henry) – Regie: Otto Kurth (Hörspiel – BR)
- 1974: Theodor Fontane: Effi Briest (3 Teile) (Gieshüber) – Bearbeitung und Regie: Rudolf Noelte (Hörspielbearbeitung – SFB/BR/HR)
- 1975: Karl Valentin: Zipfelzylinder in durchsichtigen Schaufenstern – Regie: Raoul Wolfgang Schnell (Hörspielbearbeitung – BR/SDR)
- 1976: Gordon R. Dickson: Computer argumentieren nicht (Gouverneur) – Regie: Friedhelm Ortmann (Hörspielbearbeitung, Kriminalhörspiel, Science-Fiction-Hörspiel – WDR)
- 1981: Reiner Zimnik: Der Lektro baut eine Burg aus Schnee und trifft den Eiskönig; Der Lektro trägt vielerlei Pakete aus; Der Lektro macht einen Betriebsausflug nach Italien (Einziger Sprecher) – Komposition und Regie: Charlotte Niemann (Kinderhörspiele – RB)
  - Anmerkung: Die Jahreszahlen beziehen sich auf die Erstausstrahlung, nicht auf das Produktionsdatum.

Regie:
- 1946: Heinz Coubier: Aimée (Hörspielbearbeitung – NWDR)

## Auszeichnungen
- 1962: Ernennung zum Württembergischen Staatsschauspieler
- 1970: Ehrenplakette des Senats der Hansestadt Lübeck
- 1970: Kunstpreis des Landes Schleswig-Holstein
- 1974: Deutscher Kleinkunstpreis in der Kategorie Rezitation